# Ankala
Ankala (arab. أنقلة) – wieś w Syrii, w muhafazie Aleppo, w dystrykcie Afrin. W 2004 roku liczyła 1299 mieszkańców.